# ديار آل جابر أحمد (القطن)
'

تعديل مصدري - تعديل

ديار ال جابر احمد هي إحدى قرى عزلة القطن بمديرية القطن التابعة لمحافظة حضرموت، بلغ تعداد سكانها 68 نسمة حسب تعداد اليمن لعام 2004.